# Bo Rydins stiftelse
Bo Rydins stiftelse grundades av SCA 1982. Stiftelsen har till ändamål att "främja naturvetenskap vid svenska universitet och högskolor".
Bo Rydins stiftelse är namngiven efter SCAs tidigare vd, styrelseledamot, ordförande och hedersordförande Bo Rydin och skapades för att främja naturvetenskaplig forskning vid universitet, högskolor och institut, i första hand inom SCA:s verksamhetsområden såsom hygienprodukter, mjukpapper, skogsbruk, skogsindustri, processteknik, energiteknik och miljöteknik.
Sedan sitt grundande har stiftelsen delat ut 175 miljoner kronor och finansierat åtta professurer vid svenska universitet och högskolor, bland annat Bo Rydins och SCA:s professur i företagsekonomi vid Handelshögskolan i Stockholm. Professuren inrättades 2007 och dess nuvarande innehavare är professor Lars Strannegård, Handelshögskolan i Stockholms rektor.